# Salda henschii
Salda henschii är en insektsart som först beskrevs av Reuter 1891.  Salda henschii ingår i släktet Salda, och familjen strandskinnbaggar. Arten är reproducerande i Sverige.